# Coming Undone
Coming Undone è una canzone dei Korn. Si tratta del secondo singolo estratto dal loro settimo album in studio, See You on the Other Side (2005).

## Il video
Il video di Coming Undone è stato diretto da Little X. In esso si vedono i Korn esibirsi in un deserto alla luce del sole, ma poi il cielo si rompe come il vetro e rivela colori notturni. Quindi l'intera scena si dissolve, e lascia spazio ad uno sfondo bianco. A quel punto gli stessi Korn si dissolvono ("coming undone") e si riducono a strisce spirali. A fine video scompaiono anche Jonathan Davis e compagni.

## Mash-up
I Korn e il gruppo crunk di Atlanta Dem Franchize Boyz hanno realizzato un mash-up tra i singoli Coming Undone and Lean Wit It, Rock Wit It, intitolato Coming Undone wit It. Il brano è stato prodotto da Jermaine Dupri e Scott Spock, dalla squadra di produzione discografica The Matrix. È stato pubblicato per la prima volta su AOL, il 28 aprile 2006. Un video per Coming Undone Wit It è stato pubblicato sul DVD bonus per l'album Chopped, Screwed, Live and Unglued.

## Tracce

### UK
- 7"

1. Coming Undone (Dave Bascombe Radio Edit)
2. Eaten Up Inside

### CD
1. Coming Undone (Dave Bascombe Radio Edit)
2. Eaten Up Inside

### DVD
1. Coming Undone (Video)
2. Twisted Transistor (Video)
3. Coming Undone (RVH Club Mix)

## Formazione
- Jonathan Davis - voce
- David Silveria - batteria
- Munky - chitarra
- Fieldy - basso

## Classifiche
| Classifica (2006)             | Posizione massima |
| ----------------------------- | ----------------- |
| Germania                      | 86                |
| Irlanda                       | 49                |
| Nuova Zelanda                 | 16                |
| Regno Unito                   | 63                |
| Regno Unito (rock & metal)    | 4                 |
| Stati Uniti                   | 79                |
| Stati Uniti (alternative)     | 14                |
| Stati Uniti (dance club)      | 29                |
| Stati Uniti (mainstream rock) | 4                 |